# Werba (Dubno)
Werba (ukrainisch und russisch Верба; polnisch Werba) ist ein ukrainisches Dorf in der Oblast Riwne. Es ist im Rajon Dubno, etwa 18 Kilometer südwestlich der Rajonshauptstadt Dubno und etwa 59 Kilometer südwestlich der Oblasthauptstadt Riwne am Fluss Ikwa gelegen.

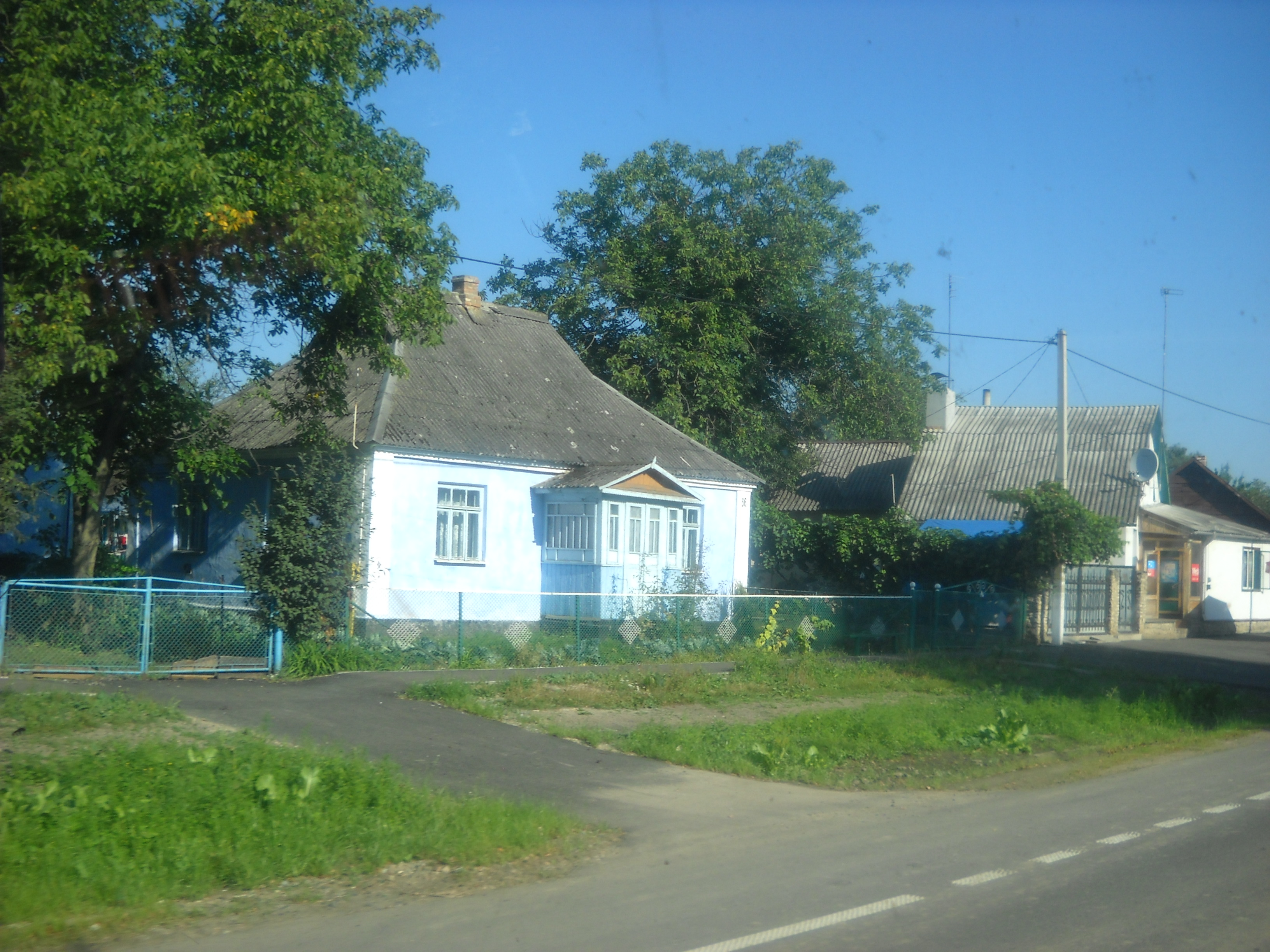
Blick auf Häuser im Ort

Das Dorf wurde 1442 zum ersten Mal schriftlich erwähnt und gehörte bis zur 3. polnischen Teilung zur Adelsrepublik Polen (in der Woiwodschaft Wolhynien), kam dann zum Russischen Reich, wo es im Gouvernement Wolhynien lag. 1918/1921 fiel es an Polen und kam zur Woiwodschaft Wolhynien in den Powiat Dubno, Gmina Werba. Nach dem Beginn des Zweiten Weltkrieges besetzte die Sowjetunion das Gebiet und machte den Ort im Januar 1940 zum Hauptort des gleichnamigen Rajons Werba. Nach dem Überfall Deutschlands auf die Sowjetunion im Juni 1941 kam der Ort bis 1944 unter deutsche Herrschaft (eingegliedert in das Reichskommissariat Ukraine), wurde aber nach dem Krieg wieder von der Sowjetunion annektiert und der Ukrainischen SSR zugeschlagen. 1959 wurde der Rajon Werba aufgelöst, dem Rajon Dubno angegliedert und Werba blieb ein einfaches Dorf, seit 1991 ist es ein Teil der heutigen Ukraine.

## Verwaltungsgliederung
Am 12. Juni 2020 wurde das Dorf zum Zentrum der neugegründeten Landgemeinde Werba (Вербська сільська громада Werbska silska hromada). Zu dieser zählen noch die 8 in der untenstehenden Tabelle aufgelistetenen Dörfer, bis dahin bildete es zusammen mit den Dörfern Bilohorodka, Sofijiwka Perscha und Sofijiwka Druha die Landratsgemeinde Werba (Вербська сільська рада/Werbska silska rada) im Südwesten des Rajons Dubno.
Folgende Orte sind neben dem Hauptort Werba Teil der Gemeinde:
| Name                     | Name           | Name                                | Name           | Name |
| ukrainisch transkribiert | ukrainisch     | russisch                            | polnisch       |      |
| ------------------------ | -------------- | ----------------------------------- | -------------- | ---- |
| Bilohorodka              | Білогородка    | Белогородка (Belogorodka)           | Białogródka    |      |
| Dubowyzja                | Дубовиця       | Дубровица (Dubrowiza)               | Dubowica       |      |
| Kamjana Werba            | Кам'яна Верба  | Каменная Верба (Kamennaja Werba)    | Werba Kamienna |      |
| Ridkoduby                | Рідкодуби      | Редкодубы (Redkoduby)               | Redkoduby      |      |
| Sabirky                  | Забірки        | Заборки (Saborki)                   | Zabirki        |      |
| Sofijiwka Perscha        | Софіївка Перша | Софиевка Первая (Sofijewka Perwaja) | Zofjówka I     |      |
| Sofijiwka Druha          | Софіївка Друга | Софиевка Вторая (Sofijewka Wtoraja) | Zofjówka II    |      |
| Stowpez                  | Стовпець       | Столбец (Stolbez)                   | Stołbiec       |      |